# بتشت (عشر ستاق)
بتشت (بالفارسية: پچت) هي قرية تقع في إيران في قسم عشر ستاق الريفي. يقدر عدد سكانها بـ 291 نسمة بحسب إحصاء 2016.